# 吳志高
吳志高（1827年1月3日—1880年），乳名墻，字玉屏，清臺灣府嘉義縣糞箕湖莊潭底（今臺灣臺南市白河區河東里）出生，後來遷居客庄內（今白河區外角里）。因曾協助過官兵處理戴潮春事件，被封為武義都尉斗六都司。在地方上有重建玉山書院，修白河大仙寺、白河福安宮等事蹟，但也有聚眾襲擊白水溪教會，企圖謀害甘為霖牧師等行徑，因而毀譽參半、褒貶不一:268、269。
吳志高在白河也有被叫作是「土匪頭」:208:237。有一說是因為過去馬稠後、三間厝、大排竹等地協助過與他為敵的白秋霖，所以吳志高當上斗六都司後，叫士兵扮成土匪去掠奪這些聚落，所以這些地方的人都罵吳志高是「土匪頭」。

## 生平
吳志高出生於富有之家，其父吳梓歲有五子，吳志高排行第四:206。他據說是落第秀才，雖然沒有功名，但讀過書有書卷氣:206。個性帶有俠氣，勇敢果斷，又交遊廣闊，也不畏懼與人結怨:206。鄉里中有敬佩吳志高的人，也有厭惡他的人:206。
當時店仔口有一惡霸叫吳振坤，據說是吳志高族親或是他堂兄，財大氣粗，橫行鄉里:206。因為只有吳志高敢與他對抗，所以視他為眼中釘，企圖加以殺害:206。吳志高得知此事，離開故鄉潭底，逃到客庄內（今白河區庄內里、外角里一帶:188、189），後來又到六甲，在私塾教書為生:206。而吳志高出走後，吳振坤跟他的黨羽更加橫行，而客庄內因有幫助過吳志高，所以被欺壓得更慘:206。最後客庄內人聚集起來對抗吳振坤，並南下將吳志高請回來當領袖:206。
吳志高回來後，住在客庄內巷仔口林厝，繼續累積實力:206。最後吳志高打敗吳振坤，並奪走其家產:206。之後吳志高並未返回潭底，而是住在巷仔口路北，並將林厝改為「羅漢巢窟」，安營築壘成為新的地方勢力:206。在此同時，吳志高也在地方上興築水利，開鑿了白水溪圳、馬稠後圳、頭前溪圳，並修築崎內埤的堤防:207。因有這些事蹟，吳志高在他約40歲左右時，被店仔口週邊53莊莊民奉為總理:207。
而吳振坤一夥在被吳志高打敗後，請來斗六門的白秋霖對付吳志高:207。但在兩次進攻皆失敗後，吳志高的聲勢變得更為高漲，來依附他的人變得更多:207。

### 戴潮春事件
同治元年（1862年），臺灣發生戴潮春事件:206。根據《臺灣通史》的記錄，吳志高本在戴潮春陣營中。《嘉義市志》中寫說戴潮春命盧大鼻進駐店仔口，吳志高假裝投靠，被授以將軍，並在崩埤戰役中截取清軍輜重。後來吳志高加入官兵陣營，在總兵林向榮反攻斗六門失敗後，在店仔口一帶率領鄉勇鎮撫:207。
同治二年（1863年），水師提督吳鴻源率兵前往被圍困的嘉義縣城，進駐鹽水港（今臺南市鹽水區）時，命令吳志高為嚮導:207。地方上有傳說吳志高此行暗中藏有義民旗與戴潮春的紅旗，打算到嘉義時看哪邊得勢就舉哪一方的旗幟:208。結果吳志高到時，戴軍的陳弄、嚴辨早已被嘉義守將湯德陞擊退，吳志高連忙將義民旗丟入城中，就這樣意外取得救城首功，因此成為斗六都司（閫）:208。而在戴潮春事件結束後，吳志高受封「武義都尉斗六都司（閫）」，但並未前往斗六門上任，而是在客庄內建了都司府（都閫府）:208。吳志高之所以不前往斗六門（今雲林縣斗六市）的原因，據邱瑞寅的看法可能一是當時斗六門與店仔口都屬於嘉義縣，二是因為曾與他發生衝突的白秋霖來自斗六門，擔心前往斗六門會遭他暗算。另外，據白河文史學者張富偉的看法，吳志高官封斗六門營都司，按大清官制，都司是正四品武官，品秩高於嘉義縣令，縣令也不好對官階較高的吳志高多所置喙，只好任其自由決定。
吳志高在事件後除了興建宅第外，也在地方重建上出了一份力。同治六年（1867年）吳志高在南勢街尾（白河零售市場南邊）建文昌祠，重建玉山書院:268、269。同治八年（1869年），重修大仙巖與碧雲寺:208:25。

### 白水溪事件
吳志高在地方上有所貢獻，但是在基督教歷史文獻中，因為白水溪事件等因素，都將他記載為土豪劣紳:236。據說吳志高欺壓百姓，無惡不作，官府也無法約束，尤其是對基督教徒的迫害:236。其黨羽在店仔口橫行，基督教信徒稍有不順其意便會遭到毆打，甚至燒毀房舍:236。有吉貝耍人溫旺，據說即是被吳志高一夥挖掉眼珠而失明:236。長老教會在白水溪建有教會，吳志高以該教會會影響他祖墳風水為由，多次派人破壞:313。在當地傳教的甘為霖牧師認為，吳志高是擔心教會會影響到他對原住民的控制，還有損及他們躲入山區避開官府圍剿之黨羽的安全，才以風水為由阻擾教會傳教:237。據說吳志高曾以要討論風水問題為由，希望能與甘為霖牧師會面，但甘為霖以工作忙碌為由婉拒，並表示要談事情請到嘉義城找德馬太醫生或他本人:237。甘為霖牧師的反應引起了吳志高的不滿:237。
清同治十三年十二月二十日（1875年1月27日），甘為霖牧師到頭社傳教，有2名白水溪信徒到此找他，講說吳志高派人燒毀信徒房屋:313:106:237。甘為霖在兩天後（1月29日）的黃昏到白水溪視察，並在白水溪教會過夜:313:106:237。當晚吳志高部下約5、60人包圍教會，放火燒屋:313:106:238。甘為霖牧師發現情況不對，急中生智用棉被引開注意力，趁亂逃回嘉義:106。甘為霖牧師逃回嘉義後，向官府報案。因先前有「麻豆基督教慘案」，嘉義知縣怕再次釀成國際糾紛，將吳志高找來問罪:106。最後當晚帶頭鬧事者4人被關入監獄，吳志高得賠償100元:238。之後這筆賠償金被用來重建白水溪教會，並在岩前設傳教站:238。而因為此事，當地遂有了「火燒白水溪，起岩前來賠」的俗諺:314:107。另外傳說甘為霖牧師怕信徒因吳志高的官員身分而不敢來禮拜，要求吳志高得負責讓禮拜人數不能少於事件前:107。吳志高怕再生事端，遂拿錢請人去教會做禮拜，因而有俗諺「吳仔墻真慷慨，提錢倩人做禮拜」:107、108。有信徒認為這種俗諺有損基督徒形象，他們認為人們到教會作禮拜都是誠心自願，而非為了錢財:109。
在這起事件之後，吳志高依然參與地方事務。光緒二年（1876年），修店仔口福安宮、城隍廟、觀音亭:208。光緒五年（1879），再修碧雲寺:25。光緒九年（1883年）捐款重建下茄苳泰安宮:211。

### 晚年與身後
吳志高有八子，去世時尚有五子:109。其中只有三男較有才能，但據說他因殺家人之奸夫而被告官，最後被斬首:211。此外吳志高去世後，客庄內失去領袖，遭到外人攻擊報復，內部也有互相爭奪的情況，最後是官兵前來駐紮才讓店仔口局勢安定下來。
吳志高財產極盛時相傳有公館13處，糖廍10多座，從客庄內到鹽水港都不用經過他人的土地。吳家財產後來據說很多輾轉變成白河鎮公所所有，例如白河市場的土地等等:109。吳氏宗親會曾想向白河鎮公所討回，但被判敗訴:109。

## 故居
吳志高的都司府（都閫府）現在幾經轉手，已非吳家後人所有，且只剩下一間三合院的規模。而在2007年11月25日邱瑞寅等人進行文史踏查時，龍邊的伸手已經倒塌:209。
又吳志高出生時的故居，現在也已經易手，2009年2月28日邱瑞寅等人進行文史踏查時，現任屋主林甲的母親吳銀心購自另一也是姓吳的手裏，但都已是吳大老之後再轉手售出的了。:282。

## 其他
吳德功《戴案紀略》形容吳志高外表是「身材五短，爾雅溫文，無武夫氣」:206。
又據說吳志高雖篤信神佛，但是會想將顯赫奇特的神像據為己有。六甲赤山龍湖巖有一尊青斗石彫刻的觀世音菩薩 和一尊銅的清水祖師像，為鎮山之寶。吳志高曾派人企圖將之佔為己有，但六甲人奉觀音佛祖為先鋒，吳志高人馬抵達時突然下大雨，讓眾人鬥志全消，吳志高只好放棄其企圖。因此留有「赤山巖好佛祖，吳仔墻好查某」的俚語。
有以吳志高為主角的歷史小說《吳大老和他的三個女人》（莊華堂著）。